# Tourisme de naissance

Pays accordant ou ayant accordé la nationalité au titre du droit du sol
Droit du sol accordé de façon inconditionnelle pour les personnes nées dans le pays
Droit du sol avec restrictions
Droit du sol aboli

Le tourisme de naissance consiste à se rendre dans un autre pays que celui dont on est citoyen pour y donner naissance.

## Raisons qui expliquent le phénomène
La raison principale du tourisme de naissance est d’obtenir, pour l’enfant à naître, la citoyenneté d’un pays qui la concède automatiquement au titre du droit du sol (jus soli).Un tel enfant est parfois dit « bébé passeport »  ou « bébé d’ancrage » si sa citoyenneté est destinée à aider ses parents à obtenir à leur tour la résidence permanente dans le pays d’accueil.
Parmi les autres raisons du tourisme de naissance figurent l'accès à l’école publique, aux soins de santé, au parrainage futur des parents, voire le contournement de la politique chinoise jusqu'à 2015 de limitation à un enfant par couple,.

## Destinations courantes
Les destinations courantes pour cette pratique incluent les États-Unis et le Canada, ou le département français de Mayotte pour les femmes en provenance des Comores. Hong Kong est une autre cible du tourisme de naissance, où des citoyens de Chine continentale voyagent pour donner naissance à leurs enfants et obtenir le droit de résidence.

## Mesures législatives nationales pour décourager le tourisme de naissance
Dans le but de décourager le tourisme de naissance, l’Australie, l’Allemagne, l’Irlande, la Nouvelle-Zélande, l’Afrique du Sud et le Royaume-Uni ont modifié leurs lois sur la citoyenneté à différents moments, principalement en accordant la citoyenneté à la naissance uniquement si au moins un parent est citoyen du pays d’accueil, ou s’il y est résident permanent.[réf. nécessaire]